# Marcus Almeida
Marcos Vinicius Oliveira de Almeida, född 8 januari 1990 är en brasiliansk kampsportare som är flerfaldig världsmästare och världscupvinnare i BJJ och flerfaldig världsmästare i submission wrestling.

## Bakgrund
Almeida  stötte inte på BJJ före 14 års ålder när hans syster började träna det. Hans far var väldigt beskyddande och följde därför med sin dotter till hennes träning. Efter ett tag började hans far träna tillsammans med sin dotter och snart tog han även med sin son till träningen. Almeida föll för BJJ redan från början och tillsammans med hans fysiska gåvor gjorde honom till en framstående BJJ-utövare som fick sitt svarta bälte på prispodiet när han vann VM 2010.

## Grappling
Almeida flyttade till USA med sin tränare, Cavaca, och sin lagkamrat, Thiago "Baiano" Aragao 2010. Väl där visade "Buchecha" att han hörde hemma på BJJ-världsscenen genom att vinna Nogi-VM senare samma år.
Almeida har även gått matcher mot legendaren Roger Gracie. Den första vid Metamoris Pro Invitational 2012. Den matchen som gick 20 minuter under submission-only regler blev oavgjord. Vid deras andra möte 2017 var matchen 10 minuter under vanliga regler vid Gracie Pro jiu-jitsu. Den matchen vann Gracie via submission och drog sig sedan slutgiltigt tillbaka från tävlingsjiu-jitsu.

## MMA
Samtidigt som rivalen och vännen Rodolfo Vieira drog sig tillbaka från tävlingsjiu-jitsu 2016 för att fokusera på MMA meddelades det att även Almeida skulle göra övergången.
2018 däremot meddelade Buchecha att han inte kände någon stark lockelse att börja med MMA om inte de rätta förutsättningarna förelåg.

## Mästerskap och utmärkelser

### Grappling

#### 2019
- IBJJF Världsmästerskap (+100 kg)
- IBJJF Världsmästerskap (Absolut)

#### 2018
- IBJJF Världsmästerskap (+100 kg)
- IBJJF Världsmästerskap (Absolut)
- ACBJJ Superfight

#### 2017
- ADCC Submission wrestling Världsmästerskap (+99 kg)
- ADCC Submission wrestling Världsmästerskap (Absolut)
- ADCC Nordamerikanska Superfight Trials
- IBJJF Världsmästerskap (+100 kg)
- IBJJF Världsmästerskap (Absolut)
- IBJJF Pro Grand Prix

#### 2016
- Fight2Win Superfight
- IBJJF Pro Grand Prix (Absolut)
- IBJJF Världsmästerskap (+100 kg)
- IBJJF Världsmästerskap (Absolut)

#### 2015
- JJ World League Superfight
- UAEJJF Abu Dhabi Pro (+95 kg)
- UAEJJF Abu Dhabi Pro (Absolut)

#### 2014
- IBJJF Världsmästerskap (+100 kg)
- IBJJF Världsmästerskap (Absolut)
- UAEJJF Abu Dhabi Pro (+95 kg)
- UAEJJF Abu Dhabi Pro (Absolut)

#### 2013
- ADCC Submission wrestling Världsmästerskap (+99 kg)
- ADCC Submission wrestling Världsmästerskap (Absolut)
- IBJJF Världsmästerskap (+100 kg)
- IBJJF Världsmästerskap (Absolut)
- UAEJJF Abu Dhabi Pro (+100 kg)
- UAEJJF Abu Dhabi Pro (Absolut)
- CBJJE Panamerikanska mästerskapen (Absolut)

#### 2012
- IBJJF Världsmästerskap (+100 kg)
- IBJJF Världsmästerskap (Absolut)
- UAEJJF Abu Dhabi Pro (+99 kg)
- Gramado Trials Superfight
- CBJJE Panamerikanska mästerskapen (+100 kg)
- CBJJE Panamerikanska mästerskapen (Absolut)

#### 2011
- IBJJF Världsmästerskap (+100 kg)
- IBJJF Världsmästerskap (Absolut)
- IBJJF Nogi Världsmästerskap (+97,5 kg)
- IBJJF Nogi Världsmästerskap (Absolut)
- CBJJE Panamerikanska mästerskapen (-100 kg)
- CBJJE Panamerikanska mästerskapen (Absolut)

## Tävlingsfacit

### Grappling
| 135 Matcher, 123 vinster (65 Submissions), 11 förluster (6 via submission), 1 oavgjord |          |                     |                              |                                   |            |      |                   |                 |  |
| Resultat                                                                               | Facit    | Motståndare         | Metod                        | Gala                              | Viktklass  | Typ  | Datum             | Plats           |  |
| Vinst                                                                                  | 123–11–1 | Ricardo Evangelista | Submission (pil-och-båge)    | IBJJF Världsmästerskap            | +100kg     | Gi   | 2 juni 2019       | Long Beach, CA  |  |
| Vinst                                                                                  | 122–11–1 | Max Gimenis         | Submission (strypning)       | IBJJF Världsmästerskap            | +100kg     | Gi   | 2 juni 2019       | Long Beach, CA  |  |
| Vinst                                                                                  | 121–11–1 | Thomas McMahon      | Poäng (11–0)                 | IBJJF Världsmästerskap            | +100kg     | Gi   | 2 juni 2019       | Long Beach, CA  |  |
| Vinst                                                                                  | 120–11–1 | Felipe Andrew       | Submission (armbar)          | IBJJF Världsmästerskap            | Absolut    | Gi   | 1 juni 2019       | Long Beach, CA  |  |
| Vinst                                                                                  | 119–11–1 | Felipe Pena         | Domslut                      | IBJJF Världsmästerskap            | Absolut    | Gi   | 1 juni 2019       | Long Beach, CA  |  |
| Vinst                                                                                  | 118–11–1 | Otavio Nalati       | Poäng (13–0)                 | IBJJF Världsmästerskap            | Absolut    | Gi   | 1 juni 2019       | Long Beach, CA  |  |
| Förlust                                                                                | 117–11–1 | João Gabriel Rocha  | Advantage                    | BJJ Stars                         | Superfight | Gi   | 23 februari 2019  | São Paulo       |  |
| Vinst                                                                                  | 117–10–1 | João Gabriel Rocha  | Domslut                      | IBJJF Världsmästerskap            | +100kg     | Gi   | 3 juni 2018       | Long Beach, CA  |  |
| Vinst                                                                                  | 116–10–1 | Victor Honório      | Submission (kimura)          | IBJJF Världsmästerskap            | +100kg     | Gi   | 3 juni 2018       | Long Beach, CA  |  |
| Vinst                                                                                  | 115–10–1 | Otavio Nalati       | Poäng (2–0)                  | IBJJF Världsmästerskap            | +100kg     | Gi   | 3 juni 2018       | Long Beach, CA  |  |
| Vinst                                                                                  | 114–10–1 | Max Gimenis         | Submission (strypning)       | IBJJF Världsmästerskap            | +100kg     | Gi   | 2 juni 2018       | Long Beach, CA  |  |
| Vinst                                                                                  | 113–10–1 | Nicholas Meregali   | Poäng (5–2)                  | IBJJF Världsmästerskap            | Absolut    | Gi   | 2 juni 2018       | Long Beach, CA  |  |
| Vinst                                                                                  | 112–10–1 | Felipe Andrews      | Submission (strypning)       | IBJJF Världsmästerskap            | Absolut    | Gi   | 2 juni 2018       | Long Beach, CA  |  |
| Vinst                                                                                  | 111–10–1 | Rodrigo Martins     | Poäng (2–0)                  | IBJJF Världsmästerskap            | Absolut    | Gi   | 2 juni 2018       | Long Beach, CA  |  |
| Vinst                                                                                  | 110–10–1 | Mahamed Aly         | Poäng                        | ACBJJ                             | Superfight | Gi   | 5 maj 2018        | Long Beach, CA  |  |
| Vinst                                                                                  | 109–10–1 | Mahamed Aly         | Submission (häl-lås)         | ADCC IBJJF Världsmästerskap       | Absolut    | Nogi | 24 september 2017 | Esbo            |  |
| Förlust                                                                                | 108–10–1 | Felipe Pena         | Submission (rear-naked)      | ADCC IBJJF Världsmästerskap       | Absolut    | Nogi | 24 september 2017 | Esbo            |  |
| Vinst                                                                                  | 108–9–1  | Alexandre Ribeiro   | Domslut                      | ADCC IBJJF Världsmästerskap       | Absolut    | Nogi | 24 september 2017 | Esbo            |  |
| Vinst                                                                                  | 107–9–1  | Mike Perez          | Minuspoäng (0–1)             | ADCC IBJJF Världsmästerskap       | Absolut    | Nogi | 24 september 2017 | Esbo            |  |
| Vinst                                                                                  | 106–9–1  | Orlando Sanchez     | Poäng (6–0)                  | ADCC IBJJF Världsmästerskap       | +99kg      | Nogi | 24 september 2017 | Esbo            |  |
| Vinst                                                                                  | 105–9–1  | Roberto Abreu       | Poäng (4–0)                  | ADCC IBJJF Världsmästerskap       | +99kg      | Nogi | 24 september 2017 | Esbo            |  |
| Vinst                                                                                  | 104–9–1  | Tim Spriggs         | Submission (rear-naked)      | ADCC IBJJF Världsmästerskap       | +99kg      | Nogi | 23 september 2017 | Esbo            |  |
| Vinst                                                                                  | 103–9–1  | Arman Zhanpeisov    | Submission (rear-naked)      | ADCC IBJJF Världsmästerskap       | +99kg      | Nogi | 23 september 2017 | Esbo            |  |
| Vinst                                                                                  | 102–9–1  | Leandro Lo          | Domslut                      | IBJJF Pro Grand Prix              | Absolut    | Gi   | 26 augusti 2017   | Long Beach, CA  |  |
| Vinst                                                                                  | 101–9–1  | João Gabriel Rocha  | Submission (strypning)       | IBJJF Pro Grand Prix              | Absolut    | Gi   | 26 augusti 2017   | Long Beach, CA  |  |
| Vinst                                                                                  | 100–9–1  | Dimitrius Souza     | Advantage (2–0)              | IBJJF Pro Grand Prix              | Absolut    | Gi   | 26 augusti 2017   | Long Beach, CA  |  |
| Förlust                                                                                | 99–9–1   | Roger Gracie        | Submission (strypning)       | Gracie Pro                        | Superfight | Gi   | 23 Juli 2017      | Rio de Janeiro  |  |
| Vinst                                                                                  | 99–8–1   | Leandro Lo          | Advantage                    | IBJJF Världsmästerskap            | Absolut    | Gi   | 4 juni 2017       | Long Beach, CA  |  |
| Vinst                                                                                  | 98–8–1   | Gustavo Elias       | Submission (brabo)           | IBJJF Världsmästerskap            | +100kg     | Gi   | 4 juni 2017       | Long Beach, CA  |  |
| Vinst                                                                                  | 97–8–1   | João Gabriel Rocha  | Submission (ezekiel)         | IBJJF Världsmästerskap            | +100kg     | Gi   | 4 juni 2017       | Long Beach, CA  |  |
| Vinst                                                                                  | 96–8–1   | Igor Schneider      | Poäng (13–7)                 | IBJJF Världsmästerskap            | +100kg     | Gi   | 4 juni 2017       | Long Beach, CA  |  |
| Vinst                                                                                  | 95–8–1   | Erberth Santos      | Poäng (2–0)                  | IBJJF Världsmästerskap            | Absolut    | Gi   | 3 Juni 2017       | Long Beach, CA  |  |
| Vinst                                                                                  | 94–8–1   | Mahamad Aly         | Submission (strypning)       | IBJJF Världsmästerskap            | Absolut    | Gi   | 3 Juni 2017       | Long Beach, CA  |  |
| Vinst                                                                                  | 93–8–1   | Igor Schneider      | Submission (armbar)          | IBJJF Världsmästerskap            | Absolut    | Gi   | 3 Juni 2017       | Long Beach, CA  |  |
| Vinst                                                                                  | 92–8–1   | Rafael Lovato Jr.   | Poäng (5–0)                  | ADCC North American Trials        | Superfight | Nogi | 15 ppril 2017     | Los Angeles, CA |  |
| Vinst                                                                                  | 91–8–1   | Eliot Marshall      | Submission (omvänd triangel) | Fight 2 Vinst                     | Superfight | Nogi | 13 augusti 2016   | Denver, CO      |  |
| Vinst                                                                                  | 90–8–1   | Leo Nogueira        | Advantage                    | IBJJF Pro Grand Prix              | Absolut    | Gi   | 10 juli 2016      | Long Beach, CA  |  |
| Vinst                                                                                  | 89–8–1   | João Gabriel Rocha  | Poäng (7–0)                  | IBJJF Pro Grand Prix              | Absolut    | Gi   | 10 juli 2016      | Long Beach, CA  |  |
| Vinst                                                                                  | 88–8–1   | Bruno Bastos        | Submission (pil-och-båge)    | IBJJF Pro Grand Prix              | Absolut    | Gi   | 10 juli 2016      | Long Beach, CA  |  |
| Vinst                                                                                  | 87–8–1   | Erberth Santos      | Poäng (4–2)                  | IBJJF Världsmästerskap            | Absolut    | Gi   | n/a               | Long Beach, CA  |  |
| Vinst                                                                                  | 86–8–1   | James Puepolo       | Submission (armbar)          | IBJJF Världsmästerskap            | +100kg     | Gi   | n/a               | Long Beach, CA  |  |
| Vinst                                                                                  | 85–8–1   | João Gabriel Rocha  | Submission (armbar)          | IBJJF Världsmästerskap            | +100kg     | Gi   | n/a               | Long Beach, CA  |  |
| Vinst                                                                                  | 84–8–1   | Felipe Pena         | Submission (armbar)          | IBJJF Världsmästerskap            | Absolut    | Gi   | n/a               | Long Beach, CA  |  |
| Vinst                                                                                  | 83–8–1   | Pedro Moura         | Submission (armbar)          | IBJJF Världsmästerskap            | Absolut    | Gi   | n/a               | Long Beach, CA  |  |
| Vinst                                                                                  | 82–8–1   | Elliot Kelly        | Poäng (6–0)                  | IBJJF Världsmästerskap            | Absolut    | Gi   | n/a               | Long Beach, CA  |  |
| Förlust                                                                                | 81–8–1   | Ricardo Evangelista | Advantage                    | IBJJF Världsmästerskap            | Absolut    | Gi   | 2015              | Long Beach, CA  |  |
| Vinst                                                                                  | 81–7–1   | Alan Regis          | Submission (armbar)          | IBJJF Världsmästerskap            | Absolut    | Gi   | 2015              | Long Beach, CA  |  |
| Vinst                                                                                  | 80–7–1   | Gabriel Checco      | Submission (estima)          | JJ World League                   | Superfight | Gi   | 2015              |                 |  |
| Vinst                                                                                  | 79–7–1   | Alexander Trans     | Advantage                    | UAEJJF Abu Dhabi Pro              | Absolut    | Gi   | 2015              | Abu Dhabi       |  |
| Vinst                                                                                  | 78–7–1   | Leandro Lo          | Advantage                    | UAEJJF Abu Dhabi Pro              | Absolut    | Gi   | 2015              | Abu Dhabi       |  |
| Vinst                                                                                  | 77–7–1   | Erberth Santos      | Submission (estima)          | UAEJJF Abu Dhabi Pro              | Absolut    | Gi   | 2015              | Abu Dhabi       |  |
| Vinst                                                                                  | 76–7–1   | Helcio Pinto        | Submission (giljotin)        | UAEJJF Abu Dhabi Pro              | Absolut    | Gi   | 2015              | Abu Dhabi       |  |
| Vinst                                                                                  | 75–7–1   | Alexander Trans     | Poäng (2–0)                  | UAEJJF Abu Dhabi Pro              | +95kg      | Gi   | 2015              | Abu Dhabi       |  |
| Vinst                                                                                  | 74–7–1   | Ricardo Evangelista | Submission (giljotin)        | UAEJJF Abu Dhabi Pro              | +95kg      | Gi   | 2015              | Abu Dhabi       |  |
| Vinst                                                                                  | 73–7–1   | Rodrigo Perriera    | Submission (strypning)       | UAEJJF Abu Dhabi Pro              | +95kg      | Gi   | 2015              | Abu Dhabi       |  |
| Vinst                                                                                  | 72–7–1   | Rodolfo Vieira      | Poäng (2–0)                  | IBJJF Världsmästerskap            | Absolut    | Gi   | 2014              | Long Beach, CA  |  |
| Vinst                                                                                  | 71–7–1   | Alexander Trans     | Submission (strypning)       | IBJJF Världsmästerskap            | +100kg     | Gi   | 2014              | Long Beach, CA  |  |
| Vinst                                                                                  | 70–7–1   | Ricardo Evangelista | Submission (strypning)       | IBJJF Världsmästerskap            | +100kg     | Gi   | 2014              | Long Beach, CA  |  |
| Vinst                                                                                  | 69–7–1   | Helton Nogueira     | Submission (armbar)          | IBJJF Världsmästerskap            | +100kg     | Gi   | 2014              | Long Beach, CA  |  |
| Vinst                                                                                  | 68–7–1   | Keenan Cornelius    | Poäng (10–4)                 | IBJJF Världsmästerskap            | Absolut    | Gi   | 2014              | Long Beach, CA  |  |
| Vinst                                                                                  | 67–7–1   | Felipe Pena         | Submission (armbar)          | IBJJF Världsmästerskap            | Absolut    | Gi   | 2014              | Long Beach, CA  |  |
| Vinst                                                                                  | 66–7–1   | Ricardo Evangelista | Advantage                    | IBJJF Världsmästerskap            | Absolut    | Gi   | 2014              | Long Beach, CA  |  |
| Vinst                                                                                  | 65–7–1   | James Nunes         | Submission (armbar)          | IBJJF Världsmästerskap            | Absolut    | Gi   | 2014              | Long Beach, CA  |  |
| Vinst                                                                                  | 64–7–1   | Alexander Trans     | Poäng (2–0)                  | UAEJJF Abu Dhabi Pro              | +95kg      | Gi   | 2014              | Abu Dhabi       |  |
| Vinst                                                                                  | 63–7–1   | Ricardo Evangelista | Advantage                    | UAEJJF Abu Dhabi Pro              | +95kg      | Gi   | 2014              |                 |  |
| Vinst                                                                                  | 62–7–1   | Allan Ferreira      | Poäng (7–0)                  | UAEJJF Abu Dhabi Pro              | +95kg      | Gi   | 2014              |                 |  |
| Vinst                                                                                  | 61–7–1   | Rodolfo Vieira      | Poäng (2–0)                  | UAEJJF Abu Dhabi Pro              | Absolut    | Gi   | 2014              |                 |  |
| Vinst                                                                                  | 60–7–1   | Keenan Cornelius    | Advantage                    | UAEJJF Abu Dhabi Pro              | Absolut    | Gi   | 2014              |                 |  |
| Vinst                                                                                  | 59–7–1   | Victor Estima       | Submission (strypning)       | UAEJJF Abu Dhabi Pro              | Absolut    | Gi   | 2014              |                 |  |
| Vinst                                                                                  | 58–7–1   | Claudio Calasans    | Submission (strypning)       | UAEJJF Abu Dhabi Pro              | Absolut    | Gi   | 2014              |                 |  |
| Vinst                                                                                  | 57–7–1   | Luca Ancoreta       | Submission (katagatami)      | UAEJJF Abu Dhabi Pro              | Absolut    | Gi   | 2014              |                 |  |
| Förlust                                                                                | 56–7–1   | Roberto Abreu       | Poäng (0–10)                 | ADCC IBJJF Världsmästerskap       | Absolut    | Nogi | 2013              | Beijing         |  |
| Vinst                                                                                  | 56–6–1   | Dean Lister         | Poäng (5–0)                  | ADCC 2013                         | Absolut    | Nogi | 2013              | Beijing         |  |
| Vinst                                                                                  | 55–6–1   | Garry Tonon         | Poäng                        | ADCC 2013                         | Absolut    | Nogi | 2013              | Beijing         |  |
| Vinst                                                                                  | 54–6–1   | João Gabriel Rocha  | Submission (häl-lås)         | ADCC 2013                         | +99kg      | Nogi | 2013              | Beijing         |  |
| Vinst                                                                                  | 53–6–1   | Roberto Abreu       | Poäng                        | ADCC 2013                         | +99kg      | Nogi | 2013              | Beijing         |  |
| Vinst                                                                                  | 52–6–1   | Hideki Sekine       | Submission (kimura)          | ADCC 2013                         | +99kg      | Nogi | 2013              | Beijing         |  |
| Vinst                                                                                  | 51–6–1   | Jimmy Friedrich     | Submission (tålås)           | ADCC 2013                         | +99kg      | Nogi | 2013              | Beijing         |  |
| Vinst                                                                                  | 50–6–1   | Rodolfo Vieira      | Poäng (10–0)                 | IBJJF Världsmästerskap            | Absolut    | Gi   | 2013              | Long Beach, CA  |  |
| Vinst                                                                                  | 49–6–1   | Alexander Trans     | Domslut                      | IBJJF Världsmästerskap            | +100kg     | Gi   | 2013              | Long Beach, CA  |  |
| Vinst                                                                                  | 48–6–1   | Igor Silva          | Domslut                      | IBJJF Världsmästerskap            | +100kg     | Gi   | 2013              | Long Beach, CA  |  |
| Vinst                                                                                  | 47–6–1   | Bernardo Faria      | Poäng (7–4)                  | IBJJF Världsmästerskap            | Absolut    | Gi   | 2013              | Long Beach, CA  |  |
| Vinst                                                                                  | 46–6–1   | Ricardo Evangelista | Submission (ezekiel)         | IBJJF Världsmästerskap            | Absolut    | Gi   | 2013              | Long Beach, CA  |  |
| Vinst                                                                                  | 45–6–1   | Bruno Bastos        | Submission (triangel)        | IBJJF Världsmästerskap            | Absolut    | Gi   | 2013              | Long Beach, CA  |  |
| Vinst                                                                                  | 44–6–1   | Flavius Luis        | Submission (kimura)          | IBJJF Världsmästerskap            | Absolut    | Gi   | 2013              | Long Beach, CA  |  |
| Vinst                                                                                  | 43–6–1   | Rodolfo Vieira      | Poäng (4–2)                  | UAEJJF Abu Dhabi Pro              | Absolut    | Gi   | 2013              | Abu Dhabi       |  |
| Vinst                                                                                  | 42–6–1   | Tarsis Humphreys    | Poäng                        | UAEJJF Abu Dhabi Pro              | Absolut    | Gi   | 2013              | Abu Dhabi       |  |
| Vinst                                                                                  | 41–6–1   | Roberto Abreu       | Poäng (4–3)                  | UAEJJF Abu Dhabi Pro              | Absolut    | Gi   | 2013              | Abu Dhabi       |  |
| Förlust                                                                                | 40–6–1   | Rodrigo Cavaca      | Poäng (2–7)                  | UAEJJF Abu Dhabi Pro              | +100kg     | Gi   | 2013              | Abu Dhabi       |  |
| Vinst                                                                                  | 40–5–1   | Ricardo Evangelista | Poäng (2–0)                  | UAEJJF Abu Dhabi Pro              | +100kg     | Gi   | 2013              | Abu Dhabi       |  |
| Vinst                                                                                  | 39–5–1   | André Galvão        | Poäng (4–2)                  | CBJJE Panamerikanska mästerskapen | Absolut    | Gi   | 2013              | Long Beach, CA  |  |
| Vinst                                                                                  | 38–5–1   | Bernardo Faria      | Poäng (9–2)                  | CBJJE Panamerikanska mästerskapen | Absolut    | Gi   | 2013              | Long Beach, CA  |  |
| Vinst                                                                                  | 37–5–1   | Gustavo Campos      | Poäng (19–2)                 | CBJJE Panamerikanska mästerskapen | Absolut    | Gi   | 2013              | Long Beach, CA  |  |
| Vinst                                                                                  | 36–5–1   | Marcel Goulart      | Submission (omvänd triangel) | CBJJE Panamerikanska mästerskapen | Absolut    | Gi   | 2013              | Long Beach, CA  |  |
| Oavgjort                                                                               | 35–5–1   | Roger Gracie        | Domslut                      | Metamoris                         | Superfight | Gi   | 2012              |                 |  |
| Vinst                                                                                  | 35–5     | Leo Nogueira        | Poäng (8–4)                  | IBJJF Världsmästerskap            | Absolut    | Gi   | 2012              | Long Beach, CA  |  |
| Vinst                                                                                  | 34–5     | Márcio Cruz         | Poäng (4–2)                  | IBJJF Världsmästerskap            | +100kg     | Gi   | 2012              | Long Beach, CA  |  |
| Vinst                                                                                  | 33–5     | Igor Silva          | Submission (knälås)          | IBJJF Världsmästerskap            | +100kg     | Gi   | 2012              | Long Beach, CA  |  |
| Vinst                                                                                  | 32–5     | Alex Soares         | Submission (strypning)       | IBJJF Världsmästerskap            | +100kg     | Gi   | 2012              | Long Beach, CA  |  |
| Vinst                                                                                  | 31–5     | Bernardo Faria      | Submission (strypning)       | IBJJF Världsmästerskap            | Absolut    | Gi   | 2012              | Long Beach, CA  |  |
| Vinst                                                                                  | 30–5     | Rodolfo Vieira      | Poäng (8–7)                  | IBJJF Världsmästerskap            | Absolut    | Gi   | 2012              | Long Beach, CA  |  |
| Vinst                                                                                  | 29–5     | Roberto Alencar     | Submission (triangel)        | IBJJF Världsmästerskap            | Absolut    | Gi   | 2012              | Long Beach, CA  |  |
| Vinst                                                                                  | 28–5     | Raymond Warren      | Submission (armbar)          | IBJJF Världsmästerskap            | Absolut    | Gi   | 2012              | Long Beach, CA  |  |
| Vinst                                                                                  | 27–5     | Antonio Braga Neto  | Submission (fotlås)          | UAEJJF Abu Dhabi Pro              | +99kg      | Gi   | 2012              | Abu Dhabi       |  |
| Vinst                                                                                  | 26–5     | José Junior         | Submission (armbar)          | UAEJJF Abu Dhabi Pro              | +99kg      | Gi   | 2012              | Abu Dhabi       |  |
| Vinst                                                                                  | 25–5     | Thiago Souza        | Poäng (2–0)                  | UAEJJF Abu Dhabi Pro              | +99kg      | Gi   | 2012              | Abu Dhabi       |  |
| Vinst                                                                                  | 24–5     | Mike Wilson         | Poäng (15–0)                 | UAEJJF Abu Dhabi Pro              | +99kg      | Gi   | 2012              | Abu Dhabi       |  |
| Vinst                                                                                  | 23–5     | Adrian Nalito       | Submission (tålås)           | Gramado Trials                    | +94kg      | Gi   | 2012              | Abu Dhabi       |  |
| Vinst                                                                                  | 22–5     | Alexander Trans     | Poäng (2–0)                  | CBJJE Panamerikanska mästerskapen | +99kg      | Gi   | 2012              | Long Beach, CA  |  |
| Vinst                                                                                  | 21–5     | Kitner Moura        | Submission (omoplata)        | CBJJE Panamerikanska mästerskapen | +99kg      | Gi   | 2012              | Long Beach, CA  |  |
| Vinst                                                                                  | 20–5     | Kron Gracie         | Submission (knälås)          | CBJJE Panamerikanska mästerskapen | Absolut    | Gi   | 2012              | Long Beach, CA  |  |
| Vinst                                                                                  | 19–5     | Murilo Santana      | Poäng (10–0)                 | CBJJE Panamerikanska mästerskapen | Absolut    | Gi   | 2012              | Long Beach, CA  |  |
| Vinst                                                                                  | 18–5     | Matt Jubera         | Submission (strypning)       | CBJJE Panamerikanska mästerskapen | Absolut    | Gi   | 2012              | Long Beach, CA  |  |
| Vinst                                                                                  | 17–5     | Marcus Alentari     | Submission (armbar)          | CBJJE Panamerikanska mästerskapen | Absolut    | Gi   | 2012              | Long Beach, CA  |  |
| Vinst                                                                                  | 16–5     | Leandro Lo          | Poäng                        | CBJJE Panamerikanska mästerskapen | Absolut    | Gi   | 2012              |                 |  |
| Vinst                                                                                  | 15–5     | Claudio Calasans    | Poäng                        | CBJJE Panamerikanska mästerskapen | Absolut    | Gi   | 2012              |                 |  |
| Vinst                                                                                  | 14–5     | Antonio Peinado     | Submission (d’arce)          | IBJJF World Nogi                  | +97.5kg    | Nogi | 2011              | Long Beach, CA  |  |
| Vinst                                                                                  | 13–5     | Joackim Hallum      | Submission                   | IBJJF World Nogi                  | +97.5kg    | Nogi | 2011              | Long Beach, CA  |  |
| Vinst                                                                                  | 12–5     | Alberto Vilanova    | Submission (triangel)        | IBJJF World Nogi                  | +97.5kg    | Nogi | 2011              | Long Beach, CA  |  |
| Vinst                                                                                  | 11–5     | James Harbison      | Submission (tålås)           | IBJJF World Nogi                  | Absolut    | Nogi | 2011              | Long Beach, CA  |  |
| Vinst                                                                                  | 10–5     | Marcelo Goncalves   | Poäng (4–0)                  | IBJJF World Nogi                  | Absolut    | Nogi | 2011              | Long Beach, CA  |  |
| Vinst                                                                                  | 9–5      | Joackim Hallum      | Poäng (24–2)                 | IBJJF World Nogi                  | Absolut    | Nogi | 2011              | Long Beach, CA  |  |
| Förlust                                                                                | 8–5      | André Galvão        | Submission                   | UAEJJF Abu Dhabi Pro Trials       | Superfight | Gi   | 2011              |                 |  |
| Förlust                                                                                | 8–4      | Vinny Magalhães     | Submission (tålås)           | Ultimate Absolut NYC              | Absolut    | Nogi | 30 juli 2011      | New York, NY    |  |
| Förlust                                                                                | 8–3      | Leo Nogueira        | Domslut                      | IBJJF Världsmästerskap            | –100kg     | Gi   | 2011              | Long Beach, CA  |  |
| Vinst                                                                                  | 8–2      | Antonio Peinado     | Submission (tålås)           | IBJJF Världsmästerskap            | –100kg     | Gi   | 2011              | Long Beach, CA  |  |
| Vinst                                                                                  | 7–2      | Charles Dantas      | Submission (handledslås)     | IBJJF Världsmästerskap            | –100kg     | Gi   | 2011              | Long Beach, CA  |  |
| Förlust                                                                                | 6–2      | Rodolfo Vieira      | Submission (armbar)          | IBJJF Världsmästerskap            | Absolut    | Gi   | 2011              | Long Beach, CA  |  |
| Vinst                                                                                  | 6–1      | Antonio Braga Neto  | Submission (pil-och-båge)    | IBJJF Världsmästerskap            | –100kg     | Gi   | 2011              | Long Beach, CA  |  |
| Vinst                                                                                  | 5–1      | Antonio Pega Leve   | Submission (tålås)           | IBJJF Världsmästerskap            | –100kg     | Gi   | 2011              | Long Beach, CA  |  |
| Vinst                                                                                  | 4–1      | Charles Dantas      | Submission                   | IBJJF Världsmästerskap            | –100kg     | Gi   | 2011              | Long Beach, CA  |  |
| Förlust                                                                                | 3–1      | Lúcio Rodrigues     | Poäng (0–5)                  | UAEJJF Abu Dhabi Pro              | –92kg      | Gi   | 2011              | Abu Dhabi       |  |
| Vinst                                                                                  | 3–0      | Caio Alencar        | Submission                   | UAEJJF Abu Dhabi Pro              | –92kg      | Gi   | 2011              | Abu Dhabi       |  |
| Vinst                                                                                  | 2–0      | Antonio Braga Neto  | Submission (tålås)           | UAEJJF Abu Dhabi Pro              | –92kg      | Gi   | 2011              | Abu Dhabi       |  |
| Vinst                                                                                  | 1–0      | Bruno Bastos        | Submission (kors-strypning)  | Pan Amerikanska mästerskapen      | –100kg     | Gi   | 2011              | Long Beach, CA  |  |